# Prochoeradodis enigmaticus
Prochoeradodis enigmaticus es una especie de mantis de la familia Mantidae.

## Distribución geográfica
Se encuentra en Francia.